# Слобомир П универзитет
Слобомир П Универзитет је приватни универзитет у Републици Српској. Основан је 2003. године. Универзитет се састоји од четири факултета и две академије који равноправно раде у два кампуса — Слобомиру и Добоју.

## Факултети Слобомир П Универзитета
Слобомир П Универзитет се састоји од четири факултета и две академије:
- Факултет за економију и менаџмент[2]
- Факултет за информационе технологије[3]
- Правни факултет[4]
- Филолошки факултет[5]
- Пореска академија[6]
- Академија уметности[7]

### Факултет за економију и менаџмент
На Факултету за економију и менаџмент су студијски програми креирани према захтевима Болоњске декларације и као такви имају за циљ да образују студенте за стицање компетенција из области економије, менаџмента, маркетинга, финансија, за обављање послова у приватним и јавним предузећима, банкама, осигуравајућим кућама, владиним агенцијама, органима локалне управе, високошколским и научним, као и другим организацијама, те као самосталних стручњака из подручја пословне економије и менаџмента.

#### Студијски програмЕкономија и менаџмент
- Студије првог циклуса — основне академске студије — 180 ЕЦТС (трогодишње студије)

Студент који заврши студије првог циклуса на Факултету за економију и менаџмент добија звање дипломирани економиста менаџмента.
- Студије првог циклуса – основне академске студије — 240 ЕЦТС (четверогодишње студије)

Области:
- - менаџмент и маркетинг
  - економија
  - финансије, банкарство и осигурање
  - финансије, рачуноводство и ревизија

Студент који заврши студије првог циклуса на Факултету за економију и менаџмент добија звање дипломирани економиста и менаџер.
- Магистарски студијски програм из економије и менаџмента — 60 ЕЦТС И 120 ЕЦТС (једногодишње и двогодишње студије)

Области:
- - Економија
  - Менаџмент и маркетинг
  - Финансије

Одбраном завршног рада кандидат стиче звање Магистар економије.

### Факултет за информационе технологије
Студијски програми на Факултету за информационе технологије су конципирани тако да се студенти оспособљавају за пројектовање, надградњу, усавршавање постојећих и примену и увођење нових информационих система, за коришћење савремених софтверских пакета у области пројектовања, и примене широког спектра апликативних програма, ако и за пројектовање микропроцесорских и микроконтролерских система, као и пројектовања у области дигиталне електронике.

#### Студијски програмИнформационе технологије
- Студије првог циклуса — основне академске студије — 180 ЕЦТС (трогодишње студије)
- Студије првог циклуса — основне академске студије — 240 ЕЦТС (четворогодишње студије)

Студент који заврши студије првог циклуса на Факултету за информационе технологије добија звање дипломирани инжењер информатике.
- Магистарски студијски програм из Информационих технологије — 60 ЕЦТС (једногодишње студије)

Овај програм се грана у два смера који се међусобно разликују у два предмета: Смер за информационе системе и Смер за рачунарске мреже и телекомуникације. Одбраном магистарског рада кандидат стиче звање Магистар информатике — са назнаком смера (Master of Science in Informatics), тј.
- Магистар информатике — Смер за информационе системе
- Магистар информатике — Смер за рачунарске мреже и телекомуникације

### Филолошки факултет
Студије на Филолошком факултету су етаблиране с циљем да пруже квалитетно знање из енглеског језика, англо-америчке културе и књижевности, као и методичких и педагошких наука неопходних за рад у настави. Студенти стичу вештине из области англистике, способност критичког мишљења и оспособљавају се за рад у настави.

#### Студијски програмАнглистика
- Студије првог циклуса — основне академске студије — 180 ЕЦТС (трогодишње студије)
- Студије првог циклуса — основне академске студије — 240 ЕЦТС (четверогодишње студије)

После четворогодишњих студија стиче се звање професор енглеског језика и књижевности.

### Правни факултет
Студије на Правном факултету су конципиране тако да студентима обезбеде стицање знања из правних и с њима повезаних друштвених наука и усвајање правних вредности и тековина европске правне цивилизације.

#### Студијски програмПравне студије
Правни факултет организује редовне студије на два смера:
- Општи смер (четворогодишње и трогодишње)
  1. Студије првог циклуса — основне академске студије — 180 ЕЦТС (трогодишње студије)
  2. Студије првог циклуса — основне академске студије — 240 ЕЦТС (четверогодишње студије)

Након завршетка студија, студент стиче звање дипломирани правник.
- Смер за безбедност

### Пореска академија
На Пореској академији на Слобомир П Универзитету, студијски програми су конципирани тако да се студентима обезбеди могућност стицања основних знања из области пореске проблематике као и оперативних вештина из области обрачунавања висине пореске обавезе, процене пореског оптерећења предузећа и појединца, као и могућности за остваривање пореских уштеда. Овај студијски програм омогућава студенту знања из низа економских и правних дисциплина дисциплина. Узимајући то у обзир, студент је по завршетку студијског програма оспособљен за рад на подручју пореског и целокупног рачуноводства предузећа као и у области пореског планирања и консалтинга. Поред тога, стечена знања омогућавају примену специфичних правила и техника које су везане за финансирање јавног сектора.

#### Студијски програмПореско-финансијска анализа
- Студије првог циклуса — основне академске студије — 180 ЕЦТС (трогодишње студије)
- Студије првог циклуса — основне академске студије — 240 ЕЦТС (четверогодишње студије)

Студент који заврши студије првог циклуса на Пореској академији добија звање пореско-финансијски аналитичар.
- Магистарски студијски програм из пореске економије — 60 ЕЦТС И 120 ЕЦТС (једногодишње и двогодишње студије)

Одбраном завршног рада кандидат стиче звање магистар економије за порески систем.

### Академија уметности
Академија уметности Слобомир П Универзитета будућим студентима нуди четири студијска програма.

#### Студијски програмМузика
Циљ студијског програма је образовање професионалних музичара кроз целокупан наставни процес. Оспособљавање студената да се самостално и креативно баве педагошким радом и свим облицима извођаштва.
Студент који заврши студије првог циклуса на Одсеку за општу музичку педагогију добија следеће звање:
1. Дипломирани музички педагог
2. Дипломирани музичар — пијаниста
3. Дипломирани музичар — акордеониста
4. Дипломирани музичар — кларинетиста
5. Дипломирани музичар — соло певач

#### Студијски програмГрафички дизајн
Одсек за дизајн и графику, при Академији уметности, елемент је који спаја две блиске гране: уметност и технологију. Данашњи напредак дизајна је индикатор и уједно замајац економском развитку у садашњим условима. На темељним предметима студенти примарно треба да стекну основна методолошка и фундаментална знања из области струке. Упознати се са различитим методологијама, филозофијом уметности и дизајна, специфичним базичним знањима, посебно оних из сталне примене из подручја графичког дизајна, мултимедије и продукт дизајна.

#### Студијски програмДрамска и филмска уметност
Циљ програма јесте стицање основних знања о драмским уметностима и савладавање основних глумачких техника. После основних студија студент може да извршава глумачке задатке.
Студент који заврши студије првог циклуса на Одсеку за драмску и филмску уметност добија звање дипломирани глумац.
- Презентација Катедре за драмску и филмску уметност[мртва веза]

#### Студијски програмАудио-визуелна уметност на филму и телевизији
Програм на Одсеку за аудио-визуелну уметност на филму и телевизији је конципиран на чињеници да су монтажа, камера, звук и режија стваралачки процеси који у подједнакој мери партиципирају у процесу уобличавања сваког аудио-визуелног дела.
Настао је с намером да се кроз изучавање кључних филмско-телевизијских професија створи високо професионални кадар који би без проблема нашао своје место на националним или бројним локалним телевизијама или се самостално професионално бавио разним савременим мултимедијалним уметничким формама.
Постављен је на принципу мајсторских радионица у којима се сва сазнања, стечена кроз главне предмете, анализирају и потврђују у пракси.
Студенти су у могућности да кроз тематске вежбе искажу своје занатске вештине, свој начин мишљења и креативност.
- Презентација Катедре за аудио-визуелну уметност на филму и телевизији[мртва веза]

## Акредитација
Након успјешно завршеног процеса реакредитације, Слобомир П Универзитет је добио рјешење о акредитацији за период 2022-2027. Документација везана за акредитацију доступна је на страници Агенције за развој високог образовања и обезбеђивање квалитета у БИХ.

## Учионица Тесле и Пупина
Никола Тесла, најблиставији ум човјечанства и човјек који је дао непроцјењив допринос цивилизацији, рођен је у Смиљану 1856. године. Основну школу и гимназију похађао је у Смиљану, Госпићу и Карловцу. Студирао је у Грацу и Прагу, радио у Будимпешти и Паризу до 1884. године, након чега је отишао у Америку. Његови најзначајнији проналасци су полифазни систем, обртно магнетно поље, асинхрони мотор, синхрони мотор и Теслин трансформатор. Тесла је открио један од начина за генерисање високофреквентне струје, дао је значајан допринос у преносу и модулацији радио-сигнала, а остали су запажени и његови радови у области рендгенских зрака. Његов систем наизмјеничних струја је омогућио знатно лакши и ефикаснији пренос електричне енергије на даљину. Био је кључни човјек на изградњи прве хидроцентрале на Нијагариним водопадима, гдје му је 1976. године постављен бронзани споменик. Умро је у Њујорку 1943. године.

## Ректори
- проф. др Јован Тодоровић
- проф. др Ненси Русо (Nancy Russo)
- проф. др Десанка Тракиловић[11]
- проф. др Зоран Милошевић
- проф. др Васо Арсеновић[12]
- проф. др Миле Васић[13]
- проф. др Драго Цвијановић
- проф. др Војислав Аврамовић[14]

## Алумни асоцијација
Чланом Алумни асоцијације Слобомир П Универзитета постаје се стицањем дипломе на додипломским, мастер или докторским студијима, на неком од факултета или академија Слобомир П Универзитета, и попуњавањем приступнице за чланство у Алумни асоцијацији Слобомир П Универзитета.